# Manchester United F.C. mùa bóng 1956–57
Mùa giải 1956-57 là mùa giải lần thứ 55 của Manchester United ở The Football League và mùa giải thứ 12 liên tiếp của đội bóng ở Giải hạng nhất Anh.
United bảo vệ thành công chức vô địch tại giải đấu lần này, đó cũng là mùa giải đột phá của cầu thủ trẻ Bobby Charlton, người đã có trận ra mắt vào ngày 6 Tháng 10 năm 1956 trong trận đấu với Charlton Athletic một vài ngày trước ngày sinh nhật thứ 19 của ông và ghi được hai bàn thắng. Bobby Charlton ra sân 17 trận và ghi được 12 bàn thắng trong mùa giải đó giúp United giành chức vô địch, sự góp mặt của Bobby Charlton chủ yếu thay thế Dennis Viollet.
Khi Old Trafford không có đèn pha chiếu sáng vào thời điểm đó, ba trận trên sân nhà tại cúp châu Âu đầu tiên của United đã chơi tại Maine Road. United lọt vào bán kết của cúp châu Âu, đội bóng bị loại bởi đội bóng dành chức vô địch sau đó là Real Madrid. Manchester United cũng lọt vào trận chung kết FA Cup nhưng bị thất bại 2-1 trước đội bóng Aston Villa trong một trận chung kết, trận chung kết này thủ môn Ray Wood bị chấn thương và cầu thủ Jackie Blanchflower phải trấn giữ khung thành.

## FA Charity Shield
| Thời gian            | Đối thủ         | H/A | Tỷ số Bt-Bb | Cầu thủ ghi bàn | Số lượng khán giả |
| -------------------- | --------------- | --- | ----------- | --------------- | ----------------- |
| 24 tháng 10 năm 1956 | Manchester City | A   | 1 – 0       | Viollet         | 30,495            |

## First Division
| Thời gian            | Đối thủ                 | H/A | Tỷ số Bt-Bb | Cầu thủ ghi bàn                        | Số lượng khán giả |
| -------------------- | ----------------------- | --- | ----------- | -------------------------------------- | ----------------- |
| 18 tháng 8 năm 1956  | Birmingham City         | H   | 2 – 2       | Viollet (2)                            | 32,752            |
| 20 tháng 8 năm 1956  | Preston North End       | A   | 3 – 1       | Taylor (2), Whelan                     | 32,569            |
| 25 tháng 8 năm 1956  | West Bromwich Albion    | A   | 3 – 2       | Taylor, Viollet, Whelan                | 26,387            |
| 29 tháng 8 năm 1956  | Preston North End       | H   | 3 – 2       | Viollet (3)                            | 32,515            |
| 1 tháng 9 năm 1956   | Portsmouth              | H   | 3 – 0       | Berry, Pegg, Viollet                   | 40,369            |
| 5 tháng 9 năm 1956   | Chelsea                 | A   | 2 – 1       | Taylor, Whelan                         | 29,082            |
| 8 tháng 9 năm 1956   | Newcastle United        | A   | 1 – 1       | Whelan                                 | 50,130            |
| 15 tháng 9 năm 1956  | Sheffield Wednesday     | H   | 4 – 1       | Berry, Taylor, Viollet, Whelan         | 48,078            |
| 22 tháng 9 năm 1956  | Manchester City         | H   | 2 – 0       | Viollet, Whelan                        | 53,525            |
| 29 tháng 9 năm 1956  | Arsenal                 | A   | 2 – 1       | Berry, Whelan                          | 62,479            |
| 6 tháng 10 năm 1956  | Charlton Athletic       | H   | 4 – 2       | Charlton (2), Berry, Whelan            | 41,439            |
| 13 tháng 10 năm 1956 | Sunderland              | A   | 3 – 1       | Viollet, Whelan, own goal              | 49,487            |
| 20 tháng 10 năm 1956 | Everton                 | H   | 2 – 5       | Charlton, Whelan                       | 43,151            |
| 27 tháng 10 năm 1956 | Blackpool               | A   | 2 – 2       | Taylor (2)                             | 32,632            |
| 3 tháng 11 năm 1956  | Wolverhampton Wanderers | H   | 3 – 0       | Pegg, Taylor, Whelan                   | 59,835            |
| 10 tháng 11 năm 1956 | Bolton Wanderers        | A   | 0 – 2       |                                        | 39,922            |
| 17 tháng 11 năm 1956 | Leeds United            | H   | 3 – 2       | Whelan (2), Charlton                   | 51,131            |
| 24 tháng 11 năm 1956 | Tottenham Hotspur       | A   | 2 – 2       | Berry, Colman                          | 57,724            |
| 1 tháng 12 năm 1956  | Luton Town              | H   | 3 – 1       | Edwards, Pegg, Taylor                  | 34,736            |
| 8 tháng 12 năm 1956  | Aston Villa             | A   | 3 – 1       | Taylor (2), Viollet                    | 42,530            |
| 15 tháng 12 năm 1956 | Birmingham City         | A   | 1 – 3       | Whelan                                 | 36,146            |
| 26 tháng 12 năm 1956 | Cardiff City            | H   | 3 – 1       | Taylor, Viollet, Whelan                | 28,607            |
| 29 tháng 12 năm 1956 | Portsmouth              | A   | 3 – 1       | Edwards, Pegg, Viollet                 | 32,147            |
| 1 tháng 1 năm 1957   | Chelsea                 | H   | 3 – 0       | Taylor (2), Whelan                     | 42,116            |
| 12 tháng 1 năm 1957  | Newcastle United        | H   | 6 – 1       | Pegg (2), Viollet (2), Whelan (2)      | 44,911            |
| 19 tháng 1 năm 1957  | Sheffield Wednesday     | A   | 1 – 2       | Taylor                                 | 51,068            |
| 2 tháng 2 năm 1957   | Manchester City         | A   | 4 – 2       | Edwards, Taylor, Viollet, Whelan       | 63,872            |
| 9 tháng 2 năm 1957   | Arsenal                 | H   | 6 – 2       | Berry (2), Whelan (2), Edwards, Taylor | 60,384            |
| 18 tháng 2 năm 1957  | Charlton Athletic       | A   | 5 – 1       | Charlton (3), Taylor (2)               | 16,308            |
| 23 tháng 2 năm 1957  | Blackpool               | H   | 0 – 2       |                                        | 42,602            |
| 6 tháng 3 năm 1957   | Everton                 | A   | 2 – 1       | Webster (2)                            | 34,029            |
| 9 tháng 3 năm 1957   | Aston Villa             | A   | 1 – 1       | Charlton                               | 55,484            |
| 16 tháng 3 năm 1957  | Wolverhampton Wanderers | A   | 1 – 1       | Charlton                               | 53,228            |
| 25 tháng 3 năm 1957  | Bolton Wanderers        | H   | 0 – 2       |                                        | 60,862            |
| 30 tháng 3 năm 1957  | Leeds United            | A   | 2 – 1       | Berry, Charlton                        | 47,216            |
| 6 tháng 4 năm 1957   | Tottenham Hotspur       | H   | 0 – 0       |                                        | 60,349            |
| 13 tháng 4 năm 1957  | Luton Town              | A   | 2 – 0       | Taylor (2)                             | 21,227            |
| 19 tháng 4 năm 1957  | Burnley                 | A   | 3 – 1       | Whelan (3)                             | 41,321            |
| 20 tháng 4 năm 1957  | Sunderland              | H   | 4 – 0       | Whelan (2), Edwards, Taylor            | 58,725            |
| 22 tháng 4 năm 1957  | Burnley                 | H   | 2 – 0       | Dawson, Webster                        | 41,321            |
| 27 tháng 4 năm 1957  | Cardiff City            | A   | 3 – 2       | Scanlon (2), Dawson                    | 17,708            |
| 29 tháng 4 năm 1957  | West Bromwich Albion    | H   | 1 – 1       | Dawson                                 | 20,357            |

| # | Câu lạc bộ        | Tr | T  | H  | B | Bt  | Bb | Hs  | Điểm |
| - | ----------------- | -- | -- | -- | - | --- | -- | --- | ---- |
| 1 | Manchester United | 42 | 28 | 8  | 6 | 103 | 54 | +39 | 64   |
| 2 | Tottenham Hotspur | 42 | 22 | 12 | 8 | 104 | 56 | +48 | 56   |
| 3 | Preston North End | 42 | 23 | 10 | 9 | 84  | 56 | +28 | 56   |

## FA Cup
| Thời gian           | Vòng đấu  | Đối thủ           | H/A | Tỷ số Bt-Bb | Cầu thủ ghi bàn               | Số lượng khán giả |
| ------------------- | --------- | ----------------- | --- | ----------- | ----------------------------- | ----------------- |
| 5 tháng 1 năm 1957  | Vòng 3    | Hartlepool United | A   | 4 – 3       | Whelan (2), Berry, Taylor     | 17,264            |
| 26 tháng 1 năm 1957 | Vòng 4    | Wrexham           | A   | 5 – 0       | Taylor (2), Whelan (2), Byrne | 34,445            |
| 16 tháng 2 năm 1957 | Vòng 5    | Everton           | H   | 1 – 0       | Edwards                       | 61,803            |
| 2 tháng 3 năm 1957  | Vòng 6    | Bournemouth       | A   | 2 – 1       | Berry (2)                     | 28,799            |
| 23 tháng 3 năm 1957 | Bán kết   | Birmingham City   | N   | 2 – 0       | Berry, Charlton               | 65,107            |
| 4 tháng 5 năm 1957  | Chung kết | Aston Villa       | N   | 1 – 2       | Taylor                        | 100,000           |

## European Cup
| Thời gian            | Vòng đấu                    | Đối thủ           | H/A | Tỷ số Bt-Bb | Cầu thủ ghi bàn                            | Số lượng khán giả |
| -------------------- | --------------------------- | ----------------- | --- | ----------- | ------------------------------------------ | ----------------- |
| 12 tháng 9 năm 1956  | Vòng sơ bộ Trận đầu tiên    | Anderlecht        | A   | 2 – 0       | Taylor, Viollet                            | 35,000            |
| 26 tháng 9 năm 1956  | Vòng sơ bộ Trận thứ hai     | Anderlecht        | H   | 10 – 0      | Viollet (4), Taylor (3), Whelan (2), Berry | 40,000            |
| 17 tháng 10 năm 1956 | Vòng đầu tiên Trận đầu tiên | Borussia Dortmund | H   | 3 – 2       | Viollet (2), Pegg                          | 75,598            |
| 21 tháng 11 năm 1956 | Vòng đầu tiên Trận thứ hai  | Borussia Dortmund | A   | 0 – 0       |                                            | 44,570            |
| 16 tháng 1 năm 1957  | Tứ kết Trận thứ nhất        | Athletic Bilbao   | A   | 3 – 5       | Taylor, Viollet, Whelan                    | 60,000            |
| 6 tháng 2 năm 1957   | Tứ kết Trận thứ hai         | Athletic Bilbao   | H   | 3 – 0       | Berry, Taylor, Viollet                     | 70,000            |
| 11 tháng 4 năm 1957  | Bán kết Trận đầu tiên       | Real Madrid       | A   | 1 – 3       | Taylor                                     | 135,000           |
| 25 tháng 4 năm 1957  | Bán kết Trận thứ hai        | Real Madrid       | H   | 2 – 2       | Charlton, Taylor                           | 65,000            |

## Thống kê mùa giải
| Vị trí | Tên cầu thủ         | League  | League       | FA Cup  | FA Cup       | European Cup | European Cup | Khác    | Khác         | Tổng cộng | Tổng cộng |
| Vị trí | Tên cầu thủ         | Số trận | Số bàn thắng | Số trận | Số bàn thắng | Số trận      | Số bàn thắng | Số trận | Số bàn thắng |           |           |
| ------ | ------------------- | ------- | ------------ | ------- | ------------ | ------------ | ------------ | ------- | ------------ | --------- | --------- |
| GK     | Gordon Clayton      | 2       | 0            | 0       | 0            | 0            | 0            | 0       | 0            | 2         | 0         |
| GK     | Tony Hawksworth     | 1       | 0            | 0       | 0            | 0            | 0            | 0       | 0            | 1         | 0         |
| GK     | Ray Wood            | 39      | 0            | 6       | 0            | 8            | 0            | 1       | 0            | 54        | 0         |
| FB     | Geoff Bent          | 6       | 0            | 0       | 0            | 0            | 0            | 0       | 0            | 6         | 0         |
| FB     | Roger Byrne         | 36      | 0            | 6       | 1            | 8            | 0            | 1       | 0            | 51        | 1         |
| FB     | Bill Foulkes        | 39      | 0            | 6       | 0            | 8            | 0            | 1       | 0            | 54        | 0         |
| FB     | Ian Greaves         | 3       | 0            | 0       | 0            | 0            | 0            | 0       | 0            | 3         | 0         |
| HB     | Jackie Blanchflower | 11      | 0            | 2       | 0            | 3            | 0            | 0       | 0            | 16        | 0         |
| HB     | Eddie Colman        | 36      | 1            | 6       | 0            | 8            | 0            | 1       | 0            | 51        | 1         |
| HB     | Ronnie Cope         | 2       | 0            | 0       | 0            | 0            | 0            | 0       | 0            | 2         | 0         |
| HB     | Duncan Edwards      | 34      | 5            | 6       | 1            | 7            | 0            | 1       | 0            | 48        | 6         |
| HB     | Freddie Goodwin     | 6       | 0            | 0       | 0            | 0            | 0            | 0       | 0            | 6         | 0         |
| HB     | Mark Jones          | 29      | 0            | 4       | 0            | 6            | 0            | 1       | 0            | 40        | 0         |
| HB     | Wilf McGuinness     | 13      | 0            | 1       | 0            | 1            | 0            | 0       | 0            | 15        | 0         |
| FW     | Johnny Berry        | 40      | 8            | 5       | 4            | 8            | 2            | 1       | 0            | 54        | 14        |
| FW     | Bobby Charlton      | 14      | 10           | 2       | 1            | 1            | 1            | 0       | 0            | 17        | 12        |
| FW     | Alex Dawson         | 3       | 3            | 0       | 0            | 0            | 0            | 0       | 0            | 3         | 3         |
| FW     | John Doherty        | 3       | 0            | 0       | 0            | 0            | 0            | 0       | 0            | 3         | 0         |
| FW     | David Pegg          | 37      | 6            | 6       | 0            | 8            | 1            | 1       | 0            | 52        | 7         |
| FW     | Albert Scanlon      | 5       | 2            | 0       | 0            | 0            | 0            | 0       | 0            | 5         | 2         |
| FW     | Tommy Taylor        | 32      | 22           | 4       | 4            | 8            | 8            | 1       | 0            | 45        | 34        |
| FW     | Dennis Viollet      | 27      | 16           | 5       | 0            | 6            | 9            | 1       | 1            | 39        | 26        |
| FW     | Colin Webster       | 5       | 3            | 1       | 0            | 0            | 0            | 0       | 0            | 6         | 3         |
| FW     | Billy Whelan        | 39      | 26           | 6       | 4            | 8            | 3            | 1       | 0            | 54        | 33        |
| –      | Bàn thắng riêng     | –       | 1            | –       | 0            | –            | 0            | –       | 0            | –         | 1         |